# 기시쿠정
기시쿠정(玉之浦町)은 나가사키현 미나미마쓰우라군에 있던 정이다. 2004년 8월 1일에, 후쿠에시, 미나미마쓰우라군 도미에정, 다마노우라정, 미이라쿠정, 나루정이 합병해 고토시가 되었다.

## 지리
고토 열도 후쿠에 섬의 중부에 위치하고 있다.

## 역사
- 1889년 4월 1일 - 정촌제 시행에 의해 미나미마쓰우라군 기시쿠촌이 성립하였다.
- 1941년 4월 3일 - 정으로 승격해 기시쿠정이 되었다.
- 2004년 8월 1일 - 후쿠에시, 미나미마쓰우라군 도미에정, 다마노우라정, 미이라쿠정, 나루정과 합병해, 고토시가 되었다.